# Wilhelm Ahlmann
Hans Wilhelm Ahlmann, född den 27 juni 1846 i Holstein, död den 25 augusti 1921 i Stockholm, var en svensk militär. Han var far till Hans Wilhelmsson Ahlmann.
Ahlmann blev underlöjtnant vid Ingenjörkåren 1866, löjtnant där 1873 och kapten där 1877. Han blev major i armén 1894 och vid Fortifikationen 1895. Ahlmann var chef för Göta ingenjörbataljon 1895–1898. Han blev överstelöjtnant vid Fortifikationen 1903 och i Fortifikationens reserv 1905. Ahlmann befordrades till överste i armén 1911. Han blev riddare av Svärdsorden 1886.